# Колєсніченко Анатолій Анатолійович
Анатолій Анатолійович Колєсніченко — підполковник Збройних сил України, учасник російсько-української війни, відзначився у ході російського вторгнення в Україну.  начальник управління територіальної оборони оперативного командування «Північ».

## Нагороди
- орден Данила Галицького (2022) — за особисту мужність і самовіддані дії, виявлені у захисті державного суверенітету та територіальної цілісності України, вірність військовій присязі[1][2].